# Barrio Nuevo, San Miguel del Puerto
Barrio Nuevo är en ort i Mexiko.   Den ligger i kommunen San Miguel del Puerto och delstaten Oaxaca, i den sydöstra delen av landet, 500 km sydost om huvudstaden Mexico City. Barrio Nuevo ligger 646 meter över havet och antalet invånare är 124.
Terrängen runt Barrio Nuevo är bergig åt nordväst, men åt sydost är den kuperad. Runt Barrio Nuevo är det mycket glesbefolkat, med 3 invånare per kvadratkilometer. Närmaste större samhälle är Santa María Xadani, 12,1 km söder om Barrio Nuevo. I omgivningarna runt Barrio Nuevo växer huvudsakligen savannskog.